# La Chapelle-Gaceline
La Chapelle-Gaceline (in bretone: Ar Chapel-Wagelin) è un ex comune francese di 710 abitanti situato nel dipartimento del Morbihan, nella regione della Bretagna. Il 1º gennaio 2017 fu accorpato al comune di La Gacilly insieme al comune di Glénac.
Il suo territorio è bagnato dalle acque del fiume Aff.

## Società

### Evoluzione demografica
Abitanti censiti